# Walk of Life
Walk of Life ist ein Lied der britischen Rockband Dire Straits aus dem Jahr 1985, das von Mark Knopfler geschrieben und in Kooperation mit Neil Dorfsman produziert wurde. Musikalisch ist es dem Country-Pop-Rock hinzuzurechnen, was besonders in der Liveversion zu Tage tritt. Es erschien auf dem Album Brothers in Arms, aus dem es im Dezember 1985 als vierte Single ausgekoppelt wurde.

## Geschichte und Inhalt
Das Lied handelt von einem Protagonisten namens Johnny, der im Musikgeschäft Erfolge feiern möchte. Zudem enthält das Stück Anspielungen auf andere Songs wie I Got a Woman, Be-Bop-A-Lula, What’d I Say und Die Moritat von Mackie Messer.
Anfangs war Walk of Life die B-Seite von So Far Away und sollte nicht auf dem Album Brothers in Arms erscheinen, doch auf Ratschlag von Neil Dorfsman veröffentlichte die Band den Song und hatte damit Erfolg in den Charts und in Irland sogar einen Nummer-eins-Hit.
Als Musikvideo verwendete man einen Liveauftritt der Dire Straits, unterbrochen von Pannenaufnahmen bei Sportveranstaltungen.

## Kommerzieller Erfolg

### Chartplatzierungen
| ChartsChartplatzierungen       | Höchstplatzierung | Wochen |
| ------------------------------ | ----------------- | ------ |
| Deutschland (GfK)              | 15 (13 Wo.)       | 13     |
| Österreich (Ö3)                | 18 (14 Wo.)       | 14     |
| Schweiz (IFPI)                 | 24 (24 Wo.)       | 24     |
| Vereinigte Staaten (Billboard) | 7 (21 Wo.)        | 21     |
| Vereinigtes Königreich (OCC)   | 2 (12 Wo.)        | 12     |

| ChartsJahrescharts (1986)      | Platzierung |
| ------------------------------ | ----------- |
| Vereinigte Staaten (Billboard) | 49          |

### Auszeichnungen für Musikverkäufe
| Land/Region                  | Auszeichnungen für Musikverkäufe (Land/Region, Auszeichnung, Verkäufe) | Verkäufe  |
| ---------------------------- | ---------------------------------------------------------------------- | --------- |
| Dänemark (IFPI)              | Platin                                                                 | 90.000    |
| Italien (FIMI)               | Platin                                                                 | 70.000    |
| Neuseeland (RMNZ)            | 5× Platin                                                              | 150.000   |
| Spanien (Promusicae)         | 2× Platin                                                              | 120.000   |
| Vereinigtes Königreich (BPI) | 2× Platin                                                              | 1.200.000 |
| Insgesamt                    | 11× Platin ·                                                           | 1.630.000 |

Hauptartikel: Dire Straits/Auszeichnungen für Musikverkäufe

## Coverversionen
- 1986: The Shadows
- 1996: Mark Knopfler
- 2006: Shooter Jennings

## Trivia
- Titelmelodie im deutschen Vorspann der britischen Serie Fawlty Towers